# Jurij Jehošyn
Jurij Stanislavovyč Jehošyn (in ucraino Юрій Станіславович Єгошин?; Odessa, 2 giugno 1985) è un nuotatore ucraino, specializzato nello stile libero.

## Biografia
Si affermò agli europei giovanili di Glasgow 2003, vincendo l'oro nei 50 e 100 metri stile libero.
Ai campionati europei in vasca corta di Dublino 2003 ottenne il bronzo nella 4x50 metri stile libero, gareggiando con Vyacheslav Shyrshov, Oleh Lisohor e Oleksandr Volynec'.
Agli europei di Madrid 2004 divenne campione europeo nella staffetta 4x100 metri misti, con i connazionali Volodymyr Nikolajčuk, Oleh Lisohor e Andrij Serdinov.
Ha rappresentato l'Ucraina ai Giochi olimpici estivi di Atene 2004 e di Pechino 2008.

## Palmarès
- Europei

Madrid 2004; oro nella 4x100 m misti;
- Europei in vasca corta

Dublino 2003: bronzo nella 4x50 m sl
- Universiadi

Taegu 2003: oro nella 4x100 m misti; argento nella 4x100 m sl; bronzo nei 100 m sl;
Bangkok 2007: bronzo nella 4x100 m misti;
- Europei giovanili

Glasgow 2003: oro nei 50 m sl; oro nei 100m sl;